# Botanická zahrada a arboretum Mendelovy univerzity v Brně

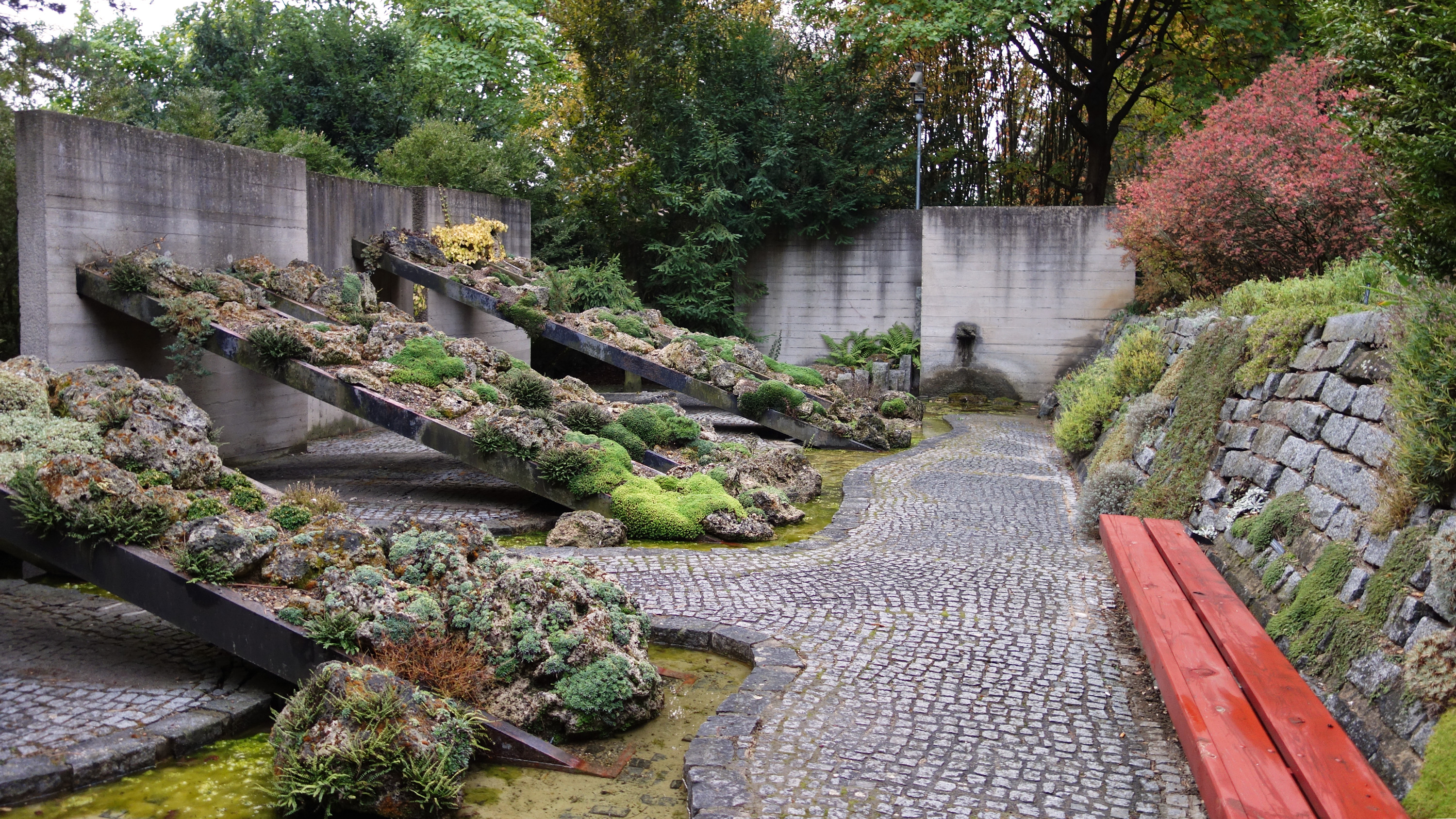
Expozice lomikamenů

Botanická zahrada a arboretum Mendelovy univerzity v Brně se rozkládá na ploše 10,96 ha na jihovýchodě katastrálního území Ponava a severovýchodním okrajem území zasahuje též do katastrálního území Černá Pole, přičemž se nachází v blízkosti hranice s městskou částí Brno-sever, při ulici Drobného a třídy Generála Píky. Od roku 1990 územně náleží k městské části Brno-Královo Pole. V areálu se nachází významná sbírka stromů, keřů, květin a jiných rostlin včetně exotických, dovezených sem mj. i z Japonska. Botanická zahrada a arboretum je výukové a účelové zařízení Mendelovy univerzity v Brně, které bylo založeno Augustem Bayerem v roce 1938 původně na ploše 2 ha. V zahradě je možné realizovat svatební obřady. Několikrát do roka se zde konají výstavy.

## Historie

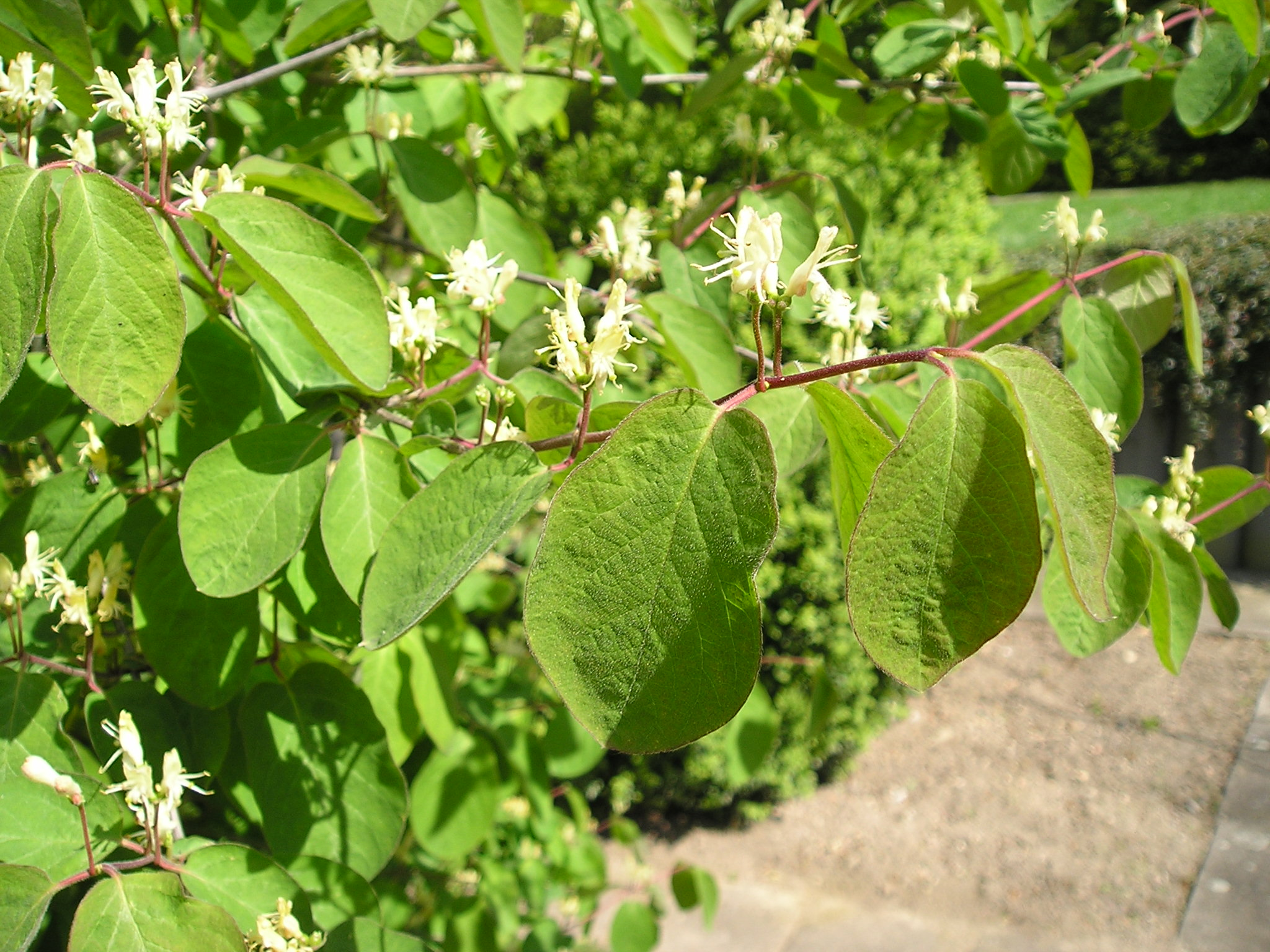
Rozkvetlý zimolez obecný v arboretu

Vznik původní botanické zahrady, která patřila k tehdejší Vysoké škole zemědělské a nacházela se v areálu dnešního arboreta, se datuje do roku 1926. Roku 1938 založil Prof. Dr. August Bayer v tomto areálu ve vzdálenosti asi 500 metrů od objektu školy na ploše asi 2 ha sbírku dřevin – arboretum. V 60. letech 20. století musela původní botanická zahrada ustoupit potřebě rozšířit objekt školy, čímž vyvstala nutnost založit zahradu novou. Roku 1967 pak bylo rozhodnuto o vybudování nové botanické zahrady a arboreta v návaznosti na stávající sbírku dřevin a došlo k rozšíření plochy areálu na stávajících 11 hektarů. Nová zahrada a arboretum byly založeny roku 1968 podle návrhu profesora Ivara Otruby, který společně s dendrologem Antonínem Nohelem a skalničkářem Josefem Holzbecherem vytvořil jedno z nejvýznamnějším děl české krajinářské architektury 2. poloviny 20. století.

## Popis arboreta a význačné dřeviny
Areál botanické zahrady a arboreta leží v nadmořské výšce 220 až 250 m n. m., průměrná roční teplota je zde 8,4°C a průměrný úhrn srážek 547 mm/rok. Podloží je tvořeno slinitým jílem, povrch tvoří sprašové hlíny s vysokým obsahem oxidu vápenatého (CaO), částečně jsou rostliny vysázeny na umělé navážce vzniklé po těžbě jílu. Sbírky arboreta zahrnují na 4 000 taxonů orchidejí, 300 tillandsií, 2 000 trvalek, 350 kultivarů velkokvětých kosatců, 500 skalniček a 4 000 dřevin.
Areál má pět hlavních částí, lišících se i tematicky:
- Správní budova a učebny, skleníky a tranšeje (zapuštěné záhony)
- Jižní svahy (Středomoří, Kavkaz, Jihovýchodní Evropa, Severní Amerika, Step jihovýchodní Evropy, Rokle, Sbírka lomikamenů, Alpinkový skleník, Terasy)
- Centrální část (Sbírka vrb, Vodní kaskáda, Duby a skalníky, Pergoly, Denivky)
- Staré arboretum (Vždyzelený svah, Východoasijské trvalky, Původní sbírka dřevin, Alpinum, Rostliny jižní polokoule, Zahrada Vysočiny, Meteorologická stanice)

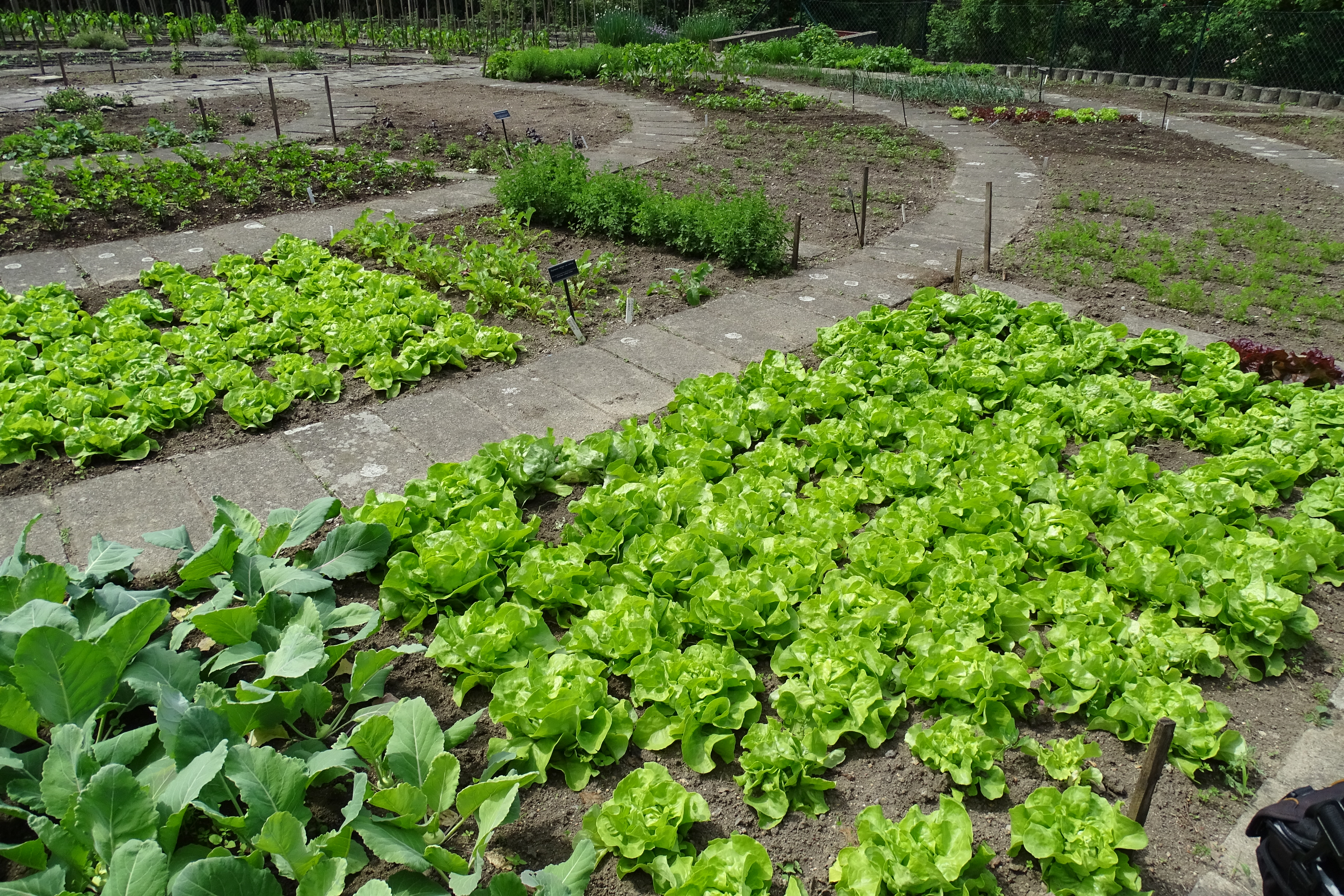
Užitková zahrada

- Užitková zahradaBotanický systém (Léčivé rostliny, Užitkové rostliny, Jedovaté rostliny, Letničky, Domácí flóra, Traviny, Zahrada pro nevidomé, Zahrada miniatur, Jednoděložné rostliny, Hvězdnicovité, Pryskyřníkovité, Růže)

## Organizační struktura
Botanická zahrada a arboretum Mendelovy univerzity má tři oddělení:

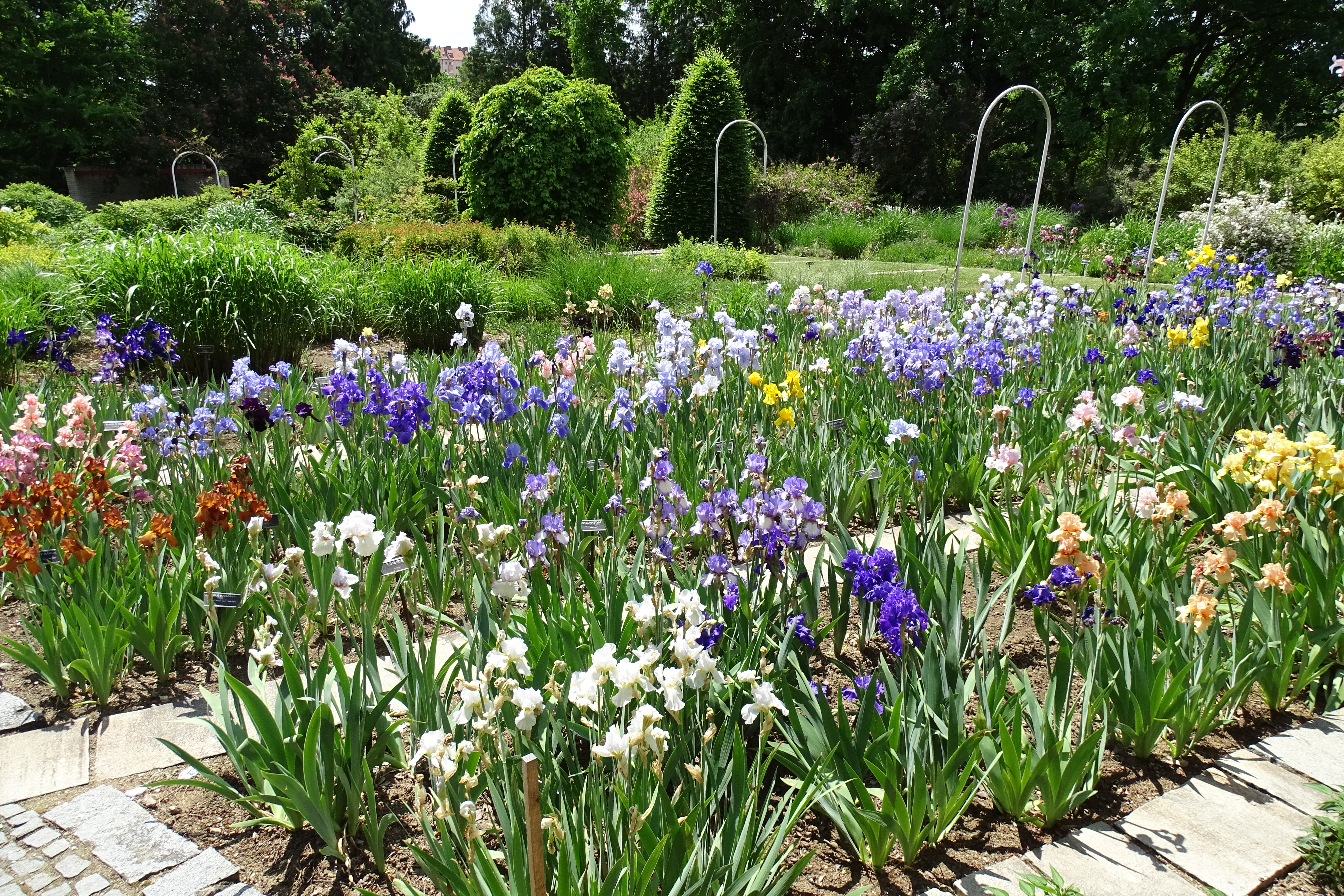
Expozice kosatců v botanické zahradě

- oddělení dřevin
- oddělení orchidejí
- Expozice kosatců v botanické zahraděoddělení skalniček a trvalek

## Poznámka
Pod Mendelovu univerzitu spadá i arboretum ve Křtinách, nejstarší a největší arboretum Školního lesního podniku "Masarykův les" Křtiny, které se rozkládá zhruba na polovině cesty mezi městysi Křtiny a Jedovnice.

## Galerie

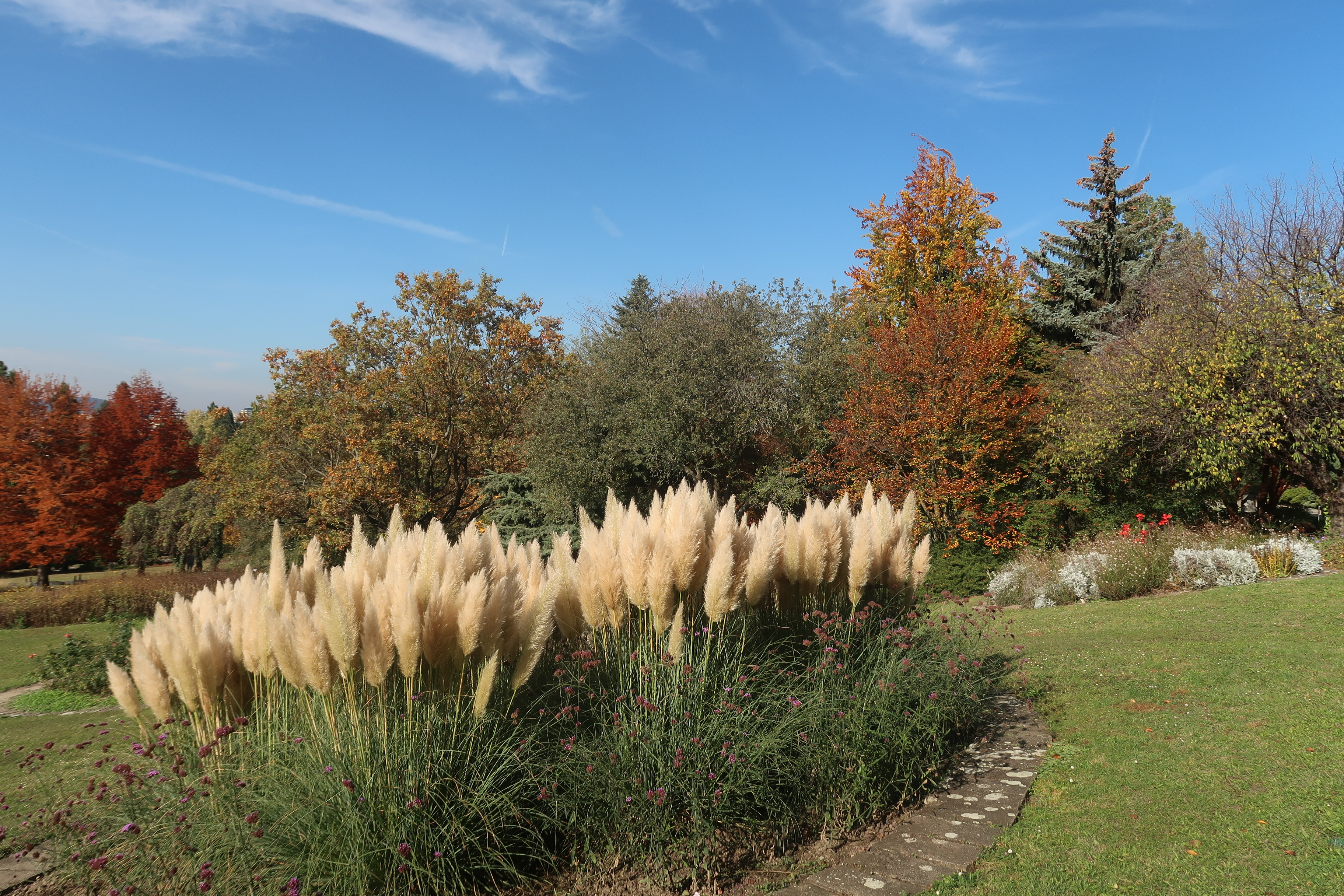
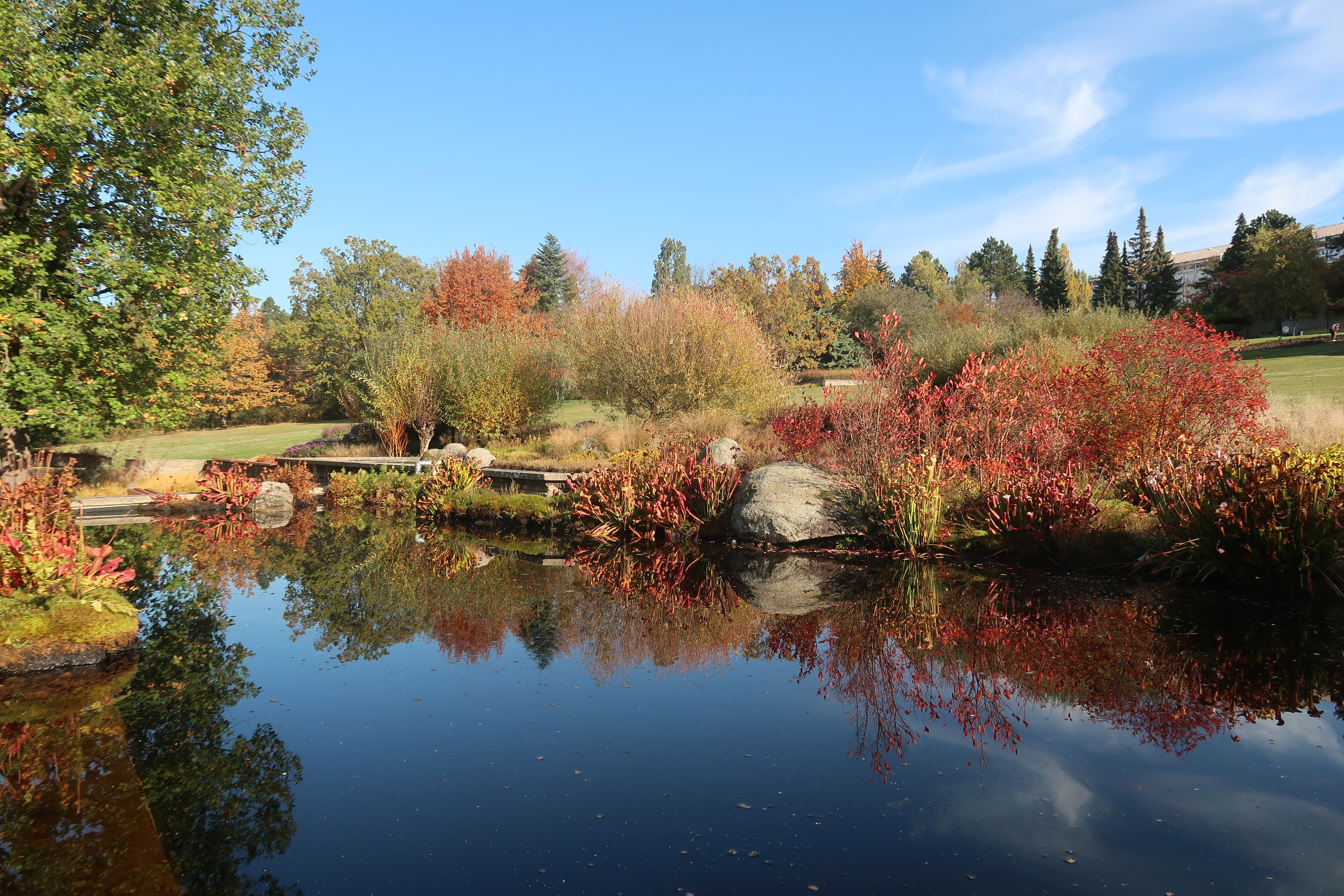
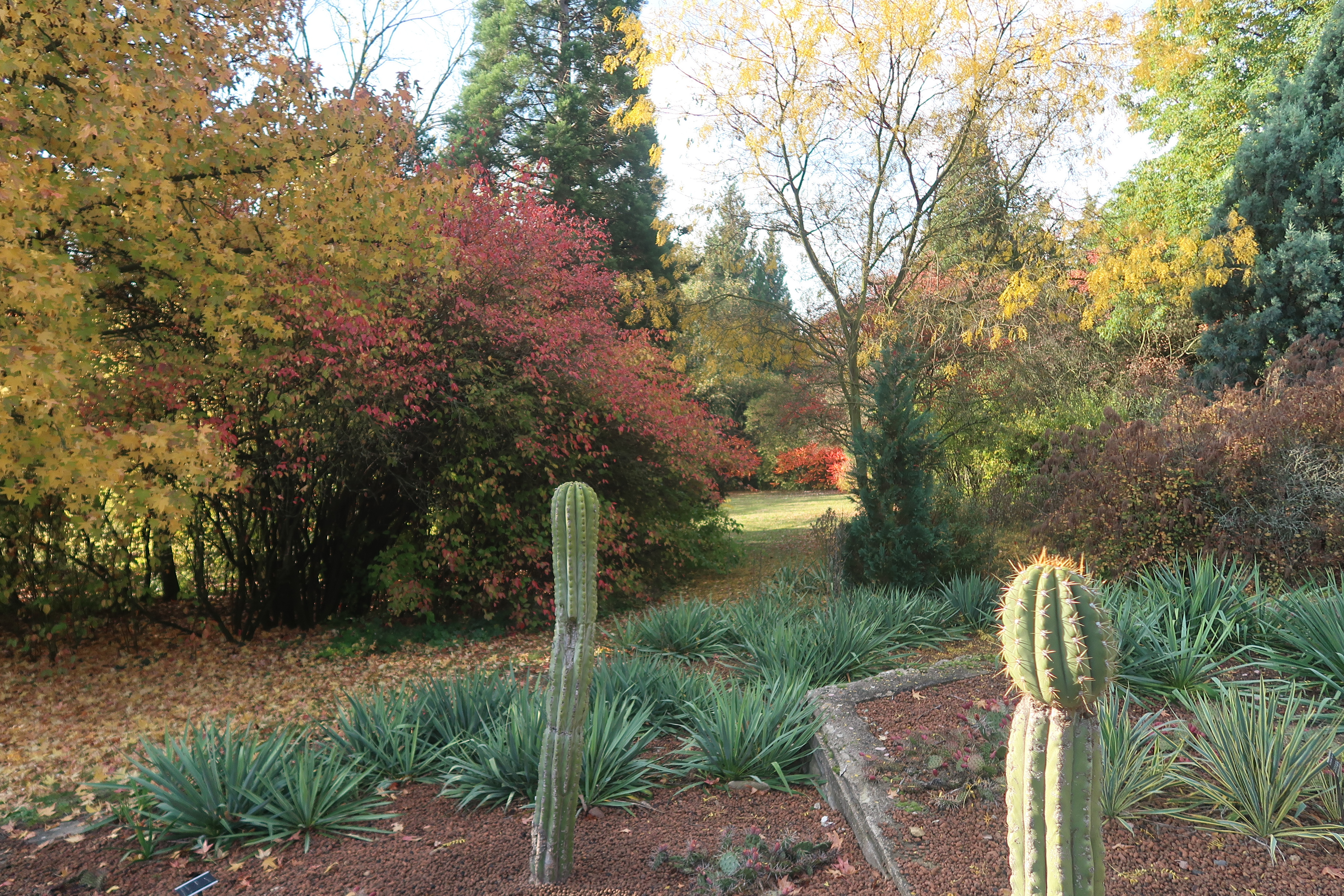
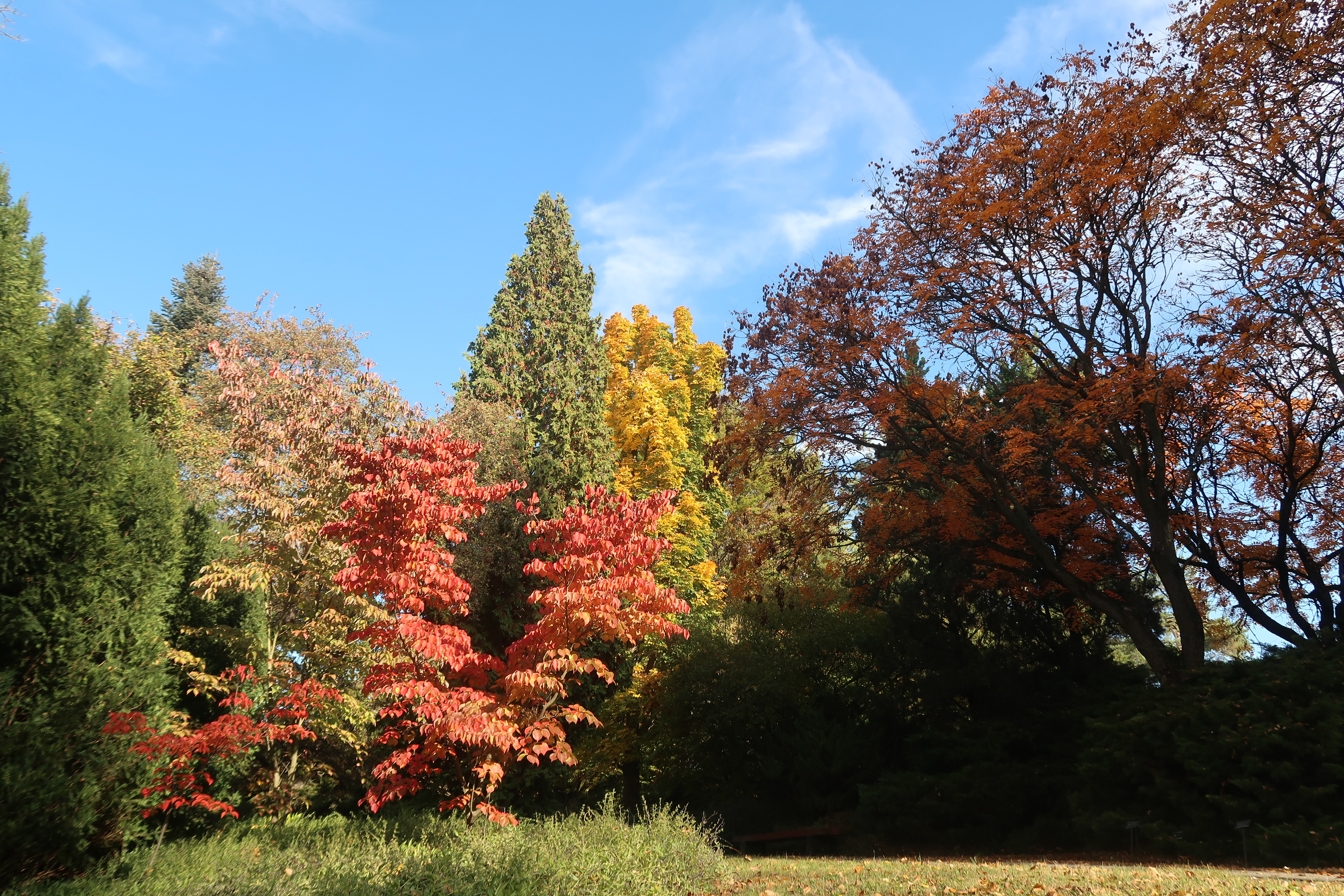
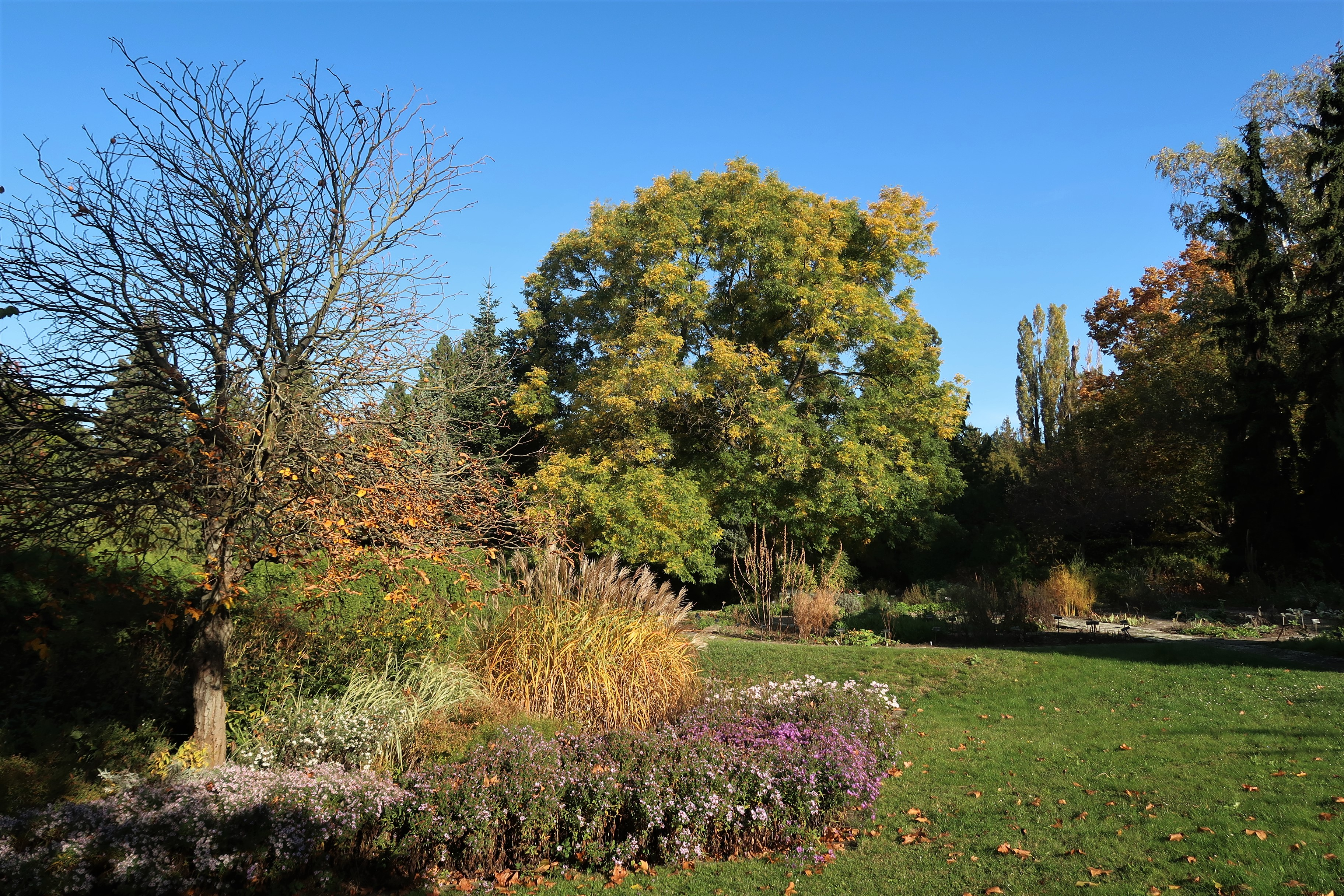
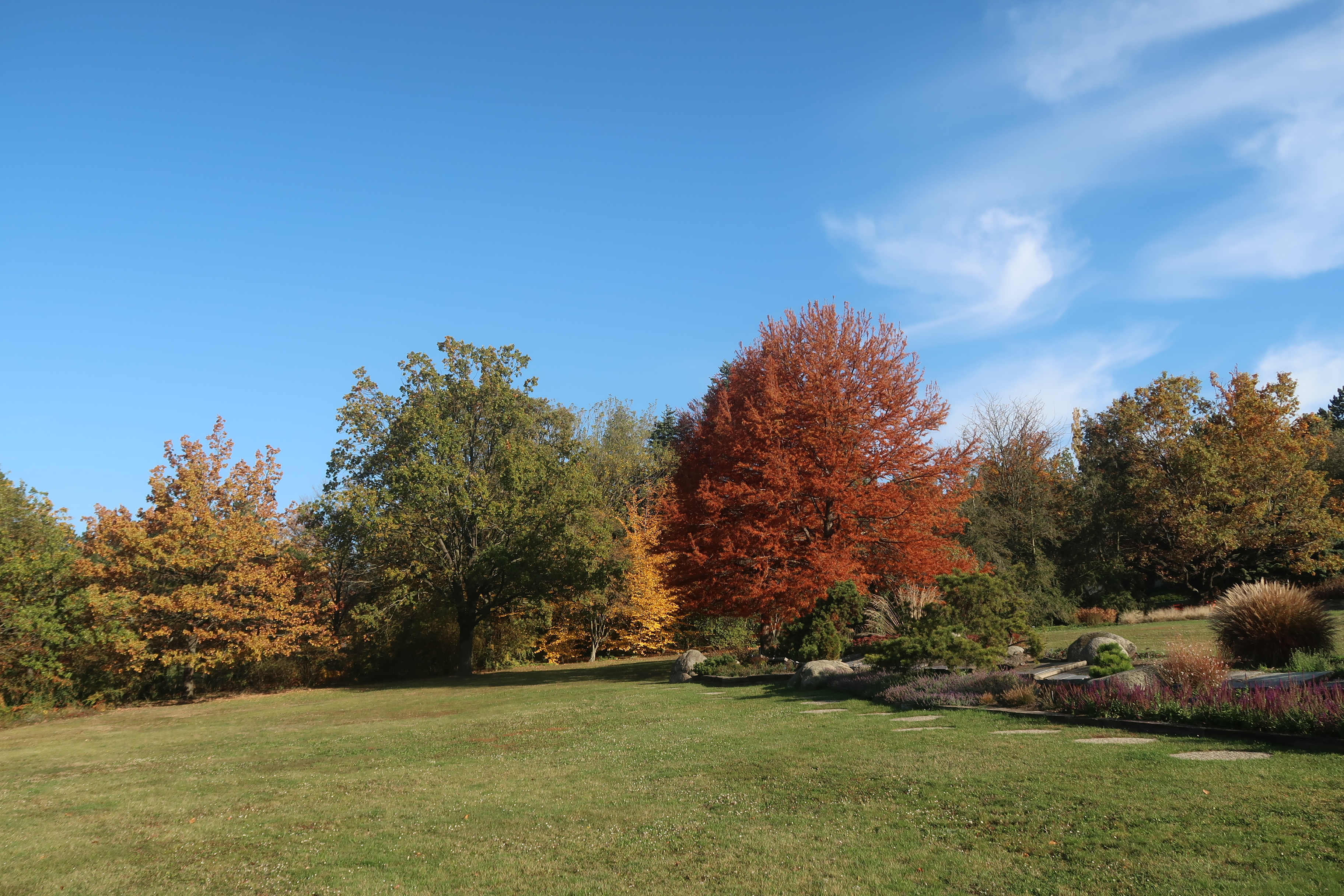